# Jan Rożynek
Jan Rożynek (ur. ok. 1955) – polski działacz państwowy i społeczny, menedżer, wicewojewoda opolski (1988–1990).

## Życiorys
Ukończył Liceum Ekonomiczne we Wrocławiu, a w 1981 studia prawnicze na Uniwersytecie Wrocławskim. Od 1969 był zatrudniony w Powszechnej Spółdzielni Spożywców „Społem”, której w latach 1982–1988 był prezesem zarządu. Od listopada 1988 do czerwca 1990 sprawował funkcję wicewojewody opolskiego, odpowiedzialnego m.in. za oświatę, handel, przemysł i ochronę zdrowia. W latach 1988–1992 kierował wojewódzkim oddziałem Polskiego Czerwonego Krzyża. W kolejnych latach związany z branżą finansową i ubezpieczeniową, był m.in. doradcą ubezpieczeniowym i dyrektorem gliwickiego oddziału Nationale-Nederlanden oraz dyrektorem w przedsiębiorstwie Aegon NV. Później zajął się także działalnością na własny rachunek.

## Przypisy

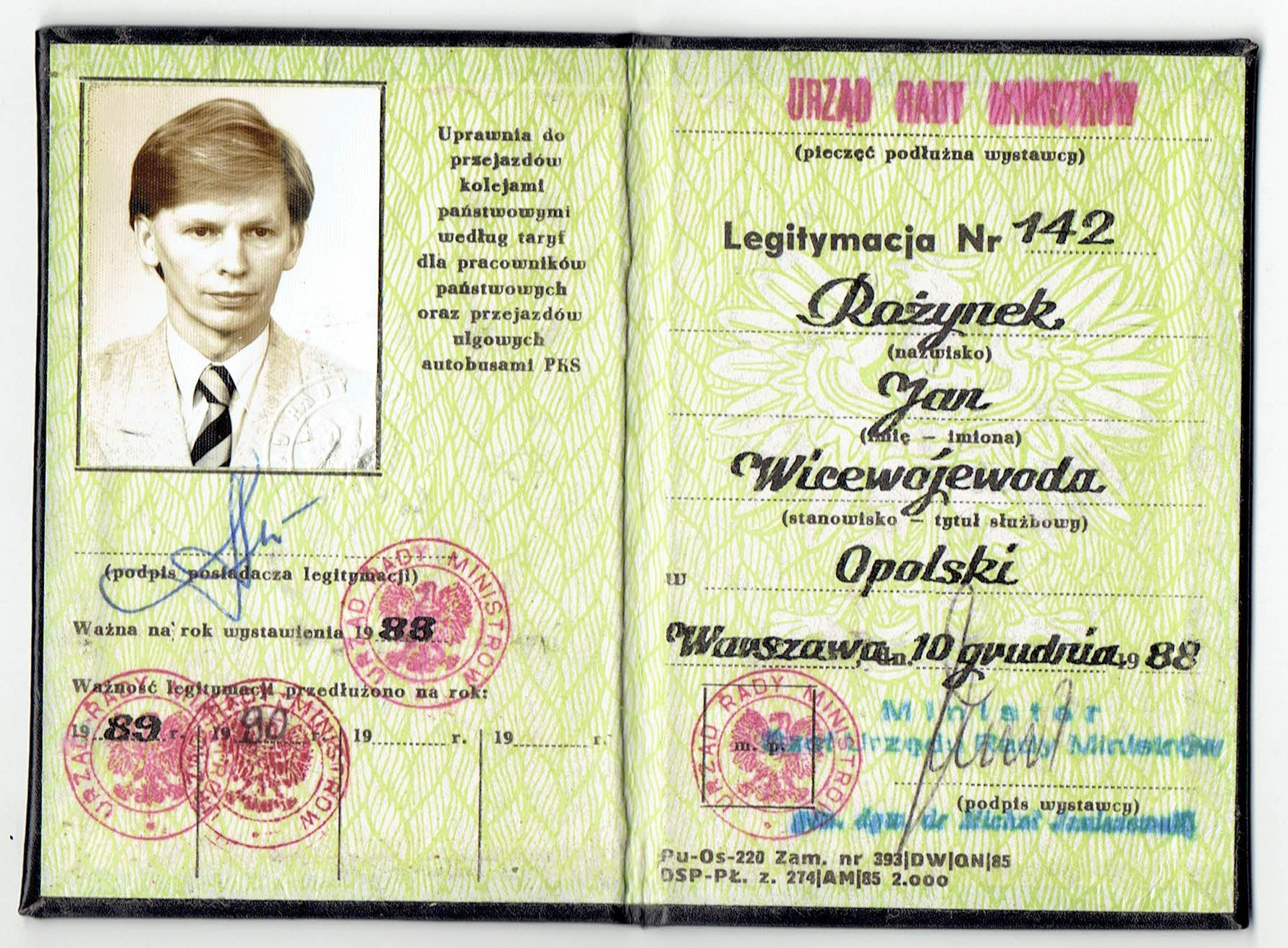
Legitymacja służbowa, wystawiona przez Urząd Rady Ministrów w 1988 roku.